# Ianthella basta
Ianthella basta är en svampdjursart som först beskrevs av Peter Simon Pallas 1766.  Ianthella basta ingår i släktet Ianthella och familjen Ianthellidae. Inga underarter finns listade i Catalogue of Life.

## Bildgalleri

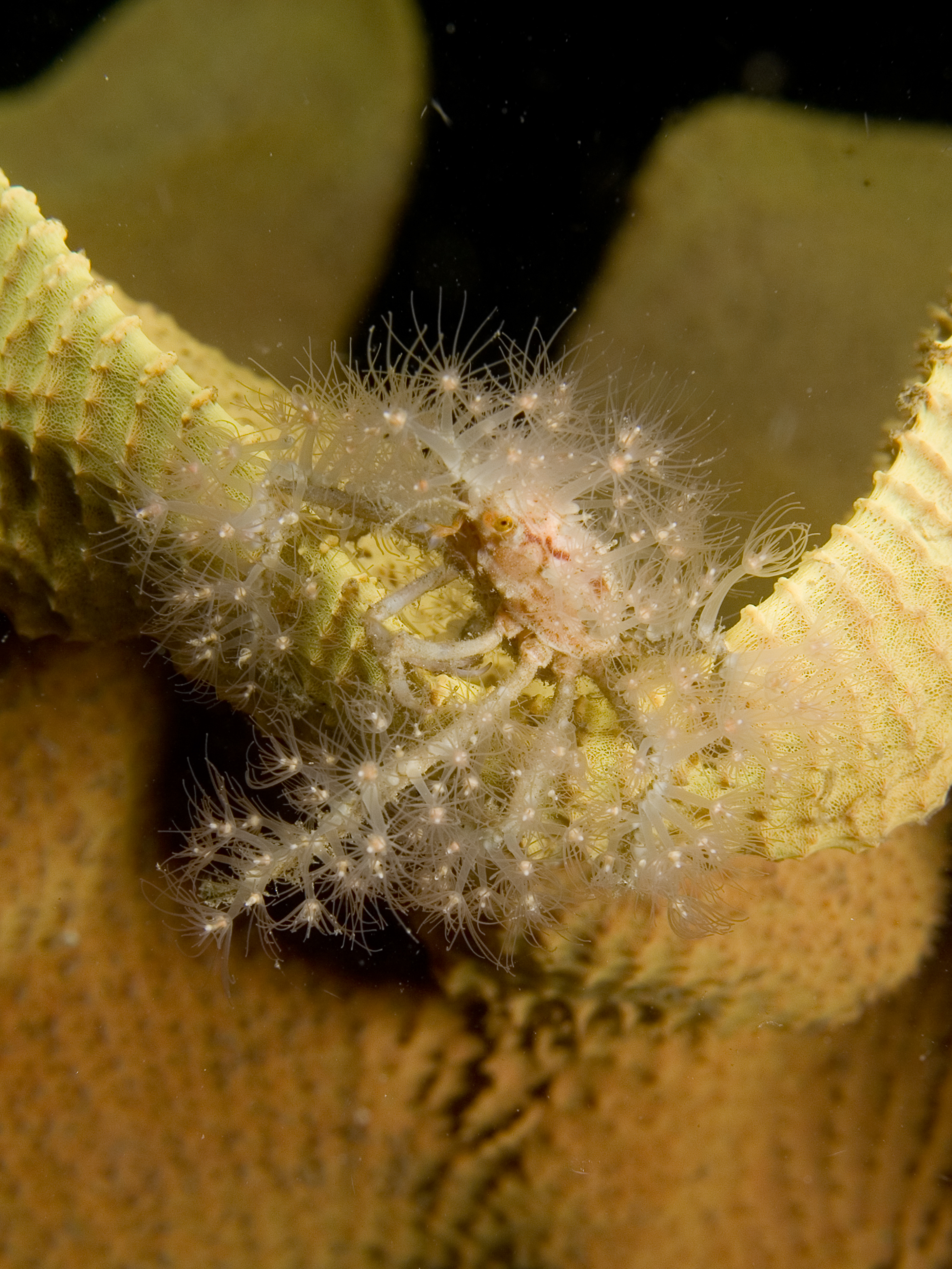